# Prairie Farm (Wisconsin)
Prairie Farm es una villa ubicada en el condado de Barron en el estado estadounidense de Wisconsin. En el Censo de 2010 tenía una población de 473 habitantes y una densidad poblacional de 182,63 personas por km².

## Geografía
Prairie Farm se encuentra ubicada en las coordenadas 45°14′11″N 91°58′48″O / 45.23639, -91.98000. Según la Oficina del Censo de los Estados Unidos, Prairie Farm tiene una superficie total de 2.59 km², de la cual 2.5 km² corresponden a tierra firme y (3.5%) 0.09 km² es agua.

## Demografía
Según el censo de 2010, había 473 personas residiendo en Prairie Farm. La densidad de población era de 182,63 hab./km². De los 473 habitantes, Prairie Farm estaba compuesto por el 98.52% blancos, el 0% eran afroamericanos, el 0.21% eran amerindios, el 0% eran asiáticos, el 0% eran isleños del Pacífico, el 0.85% eran de otras razas y el 0.42% pertenecían a dos o más razas. Del total de la población el 2.11% eran hispanos o latinos de cualquier raza.